# Klockarbotjärnen
Klockarbotjärnen är en sjö i Skinnskattebergs kommun i Västmanland och ingår i Norrströms huvudavrinningsområde. Sjön är 11,7 meter djup, har en yta på 0,074 kvadratkilometer och är belägen 227,1 meter över havet.

## Delavrinningsområde
Klockarbotjärnen ingår i det delavrinningsområde (664473-148631) som SMHI kallar för Mynnar i Hedströmmen. Medelhöjden är 210 meter över havet och ytan är 7,96 kvadratkilometer. Det finns inga avrinningsområden uppströms utan avrinningsområdet är högsta punkten. Skälsjöbäcken som avvattnar avrinningsområdet har biflödesordning 4, vilket innebär att vattnet flödar genom totalt 4 vattendrag innan det når havet efter 213 kilometer. Avrinningsområdet består mestadels av skog (83 procent). Avrinningsområdet har 1,25 kvadratkilometer vattenytor vilket ger det en sjöprocent på 1,8 procent.